# مردم جورجی
جورجی (چینی:女直), (به انگلیسی: Jurchen) جورچن نام قبیله‌ای از مردم تونقوزی است که تا قرن هفدهم میلادی، زمانی که نام خود را به منچو تغییر دادند، در منطقه‌ای به نام منچوری ساکن بودند. آنها دودمان کین (۱۲۳۴–۱۱۱۵) را بین سال‌های ۱۱۱۵ تا ۱۱۲۲ تأسیس کردند، که سرانجام در سال ۱۲۳۴ با یورش مغول به کار خود پایان داد. در سال ۱۱۲۷ قبیله جورجی موفق به شکست دودمان سونگ شد و در نهایت توانست کنترل بخش اعظمی از شمال چین را به دست آورد، که بعدها به آنجا مهاجرت کردند و کنفسیوس‌گرایی را شیوه خود قرار دادند.

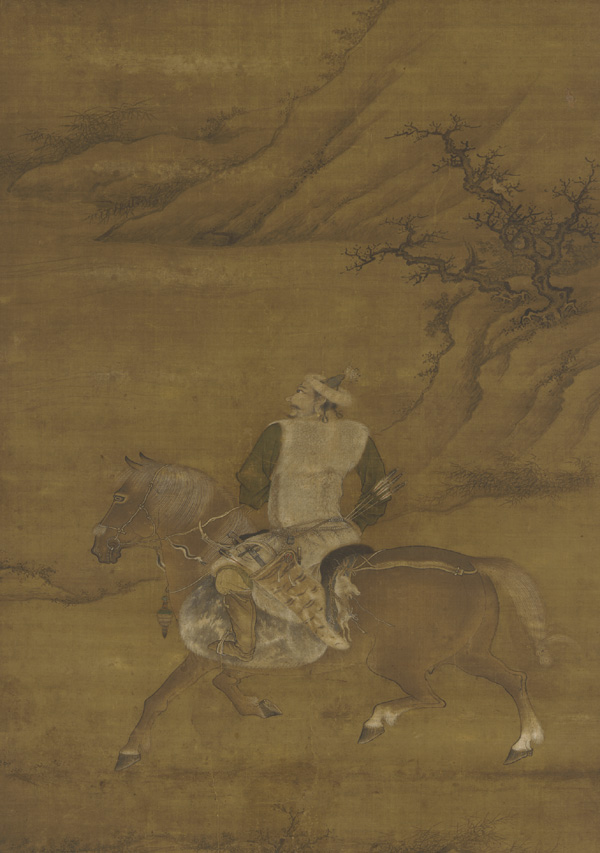
یک مرد جورجی در حال شکار بر روی اسب خود

آنها همچنین دودمان چینگ (۱۶۱۶/۱۶۳۶–۱۹۱۲) را طی سال‌های ۱۶۱۶–۱۶۲۶ تأسیس نمودند.